# Winarni Binti Slamet
Winarni Binti Slamet (* 19. Dezember 1975 in Pringsewu) ist eine indonesische Gewichtheberin.

## Biografie
Winarni Slamet konnte bei den Weltmeisterschaften 1997 durch Gold im Stoßen und Bronze im Reißen sich zur Weltmeisterin im Zweikampf krönen. Zwei Jahre später bei den Weltmeisterschaften in Athen folgten Silber im Reißen, Stoßen und im Zweikampf.
Bei den Olympischen Spielen 2000 in Sydney trat Slamet im Federgewicht an und konnte mit einem Gesamtgewicht von 202,5 kg die Bronzemedaille gewinnen.
Bei den Asienspielen 1998 wurde sie Sechste.